# Stirling Castle
Stirling Castle er et skotsk slot i Stirling. Det er et af de vigtigste slotte i Skotland både historisk og arkitektonisk. Det stammer fra middelalderen og ligger på toppen af Castle Hill, en vulkansk klippe, der er en del af den geologiske formation Stirling Sill, hvis tre stejle klippesider giver det et stærkt forsvar. Den strategiske placering betød, at slottet til 1890'erne beherskede den sydligste flodovergang af Forth. Det var en vigtig fæstning allerede fra opførelsen. De fleste bygninger på borgen stammer fra 1400- og 1500-tallet. Få bygninger fra 1300-tallet er bevaret, og de ydre forsvarsværker mod byen er fra begyndelsen af 1700-tallet. Adskillige af de skotske konger og dronninger er kronet på Stirling, heriblandt Maria Stuart i 1542. Der har været mindst otte belejringer af Stirling Castle, de fleste under de skotske uafhængighedskrige, senest i 1746, da Bonnie Prince Charlie uden held forsøgte at overtage borgen. Stirling Castle er et Scheduled Ancient Monument og er nu en stor turistattraktion, der bliver drevet af Historic Scotland.

## Historie

### Tidlig historie
Castle Hill er en del af Stirling Sill, som er af kvartsdolerit og omkring 350 millioner år gammel. Det blev formet af isen til ét højdedrag. Det er sandsynligt, at denne naturlige høj har været brugt til et tidligt voldsted, som det ved Gowan Hill umiddelbart mod øst. Romerne gik uden om Stirling og byggede et fort i Doune, men klippetoppen kan have været brugt af Maeatae. Senere kan det have være brugt som tilflugtssted for Manaw Gododdin, og det er kendt som beboelse i 600- og 700-tallet af Iudeu, hvor kong Penda af Mercia belejrede kong Oswy af Bernicia i 655. Området kom under pikternes kontrol, da Northumbria led nederlagt i slaget ved Dun Nechtain 30 år senere. Der er ingen arkæologiske beviser for, at Castle Hill var beboet før senmiddelalderen.
Flere legender er forbundet med Stirling eller "Snowdoun", som er det mere poetiske navn. Historikeren Hector Boece skriver i 1500-tallet i sin Historia Gentis Scotorum, at romerne under Agricola befæstede Stirling, og at Kenneth MacAlpin, der bliver regnet som Skotlands første konge, belejrede borgen i Stirling under sin overtagelse af pikternes kongerige i 800-tallet. Boece er dog næppe en troværdig historiker. En anden krønikeskriver, William Worcester, forbinder Stirling med den legendariske kong Arthurs hof. Ifølge overleveringerne skulle Sankt Monenna have grundlagt et kapel her og have bygget Edinburgh, (legenden om Monenna er en sammenblanding af de tidlige kristne som Modwenna og Moninne).
Første gang Stirling Castle er nævnt på skrift, er omkring 1110, hvor kong Alexander 1. indviede et kapel her. Det har tilsyneladende været et etableret kongeligt sted, da Alexander døde her i 1124. Under hans efterfølger David 1.s styre blev Stirling en royal burgh, og slottet blev et vigtigt administrativt center. Kong William 1. etablerede en hjortepark sydvest for slottet, men efter han blev fanget af englænderne i 1174, blev han tvunget til at overgive flere slotte som Stirling og Edinburgh ved freden i Falaise. Der findes ingen tegn på, at englænderne brugte slottet, og det blev formelt givet tilbage til skotterne af Richard 1. af England i 1189. Stirling fortsatte med at være en af kongens foretrukne fæstninger, og William døde her i 1214. Senere udlagde Alexander 3. den nye park (kendt som New Park) til jagt i 1260'erne.

### Uafhængighedskrigene
Stirling forblev et centrum for den kongelige administration til Alexander 3.'s død i 1286. Hans død udløste en arvefølgekrise, hvortil Edvard 1. af England blev bedt mægle mellem de mulige efterfølgere. Edvard rejste nordpå i 1291 og krævede, at Stirling og andre kongelige slotte kom under hans kontrol, mens mæglingen fandt sted.
Edvard støttede John Balliol og håbede på, at han ville blive hans marionet. Men John nægtede at underkaste sig Edvards krav. I 1296 invaderede Edvard Skotland og indledte dermed de skotske uafhængighedskrige, der varede 60 år. Englænderne fandt Stirling Castle øde og forladt og indtog slottet. Kun et år senere blev de smidt ud igen efter Andrew Moray og William Wallace' sejr i slaget ved Stirling Bridge. Mange fra garnisonen blev slået ihjel i slaget, hvorefter de engelske kommandører Sir William FitzWarin og Sir Marmaduke Tweng flygtede ind på borgen. De kom dog hurtigt til at sulte, hvorpå de overgav sig til skotterne. Næste sommer skiftede slottet atter hænder, da det blev forladt af skotterne efter den engelske sejr ved Falkirk. Edvard forstærkede borgen, men den blev belejret i 1299 af skotterne, heriblandt Robert Bruce. Kong Edvard formåede ikke at bryde belejringen, og soldaterne på borgen blev tvunget til at overgive sig.
I 1303 fik England igen overtaget, og Stirling var den sidste borg på skotske hænder. Edvards hær ankom i april 1304 med mindst 17 belejringsmaskiner. Skotterne, der var anført af sir William Oliphant, overgav sig den 20. juli, men Edvard beordrede en del af dem tilbage i slottet, da han endnu ikke havde fået afprøvet sin seneste krigsmaskine, "Warwolf". Warwolf var en stor blide, der ødelagde slottets porthus. Edvards sejr syntes at være komplet. Han døde i 1307, og Robert Bruce blev snart efter skotsk konge. I 1313 var det kun Stirling, Roxburgh, Edinburgh og Berwick, der endnu var på engelske hænder. Edvard Bruce, kongens bror, belejrede Stirling, der blev holdt af sir Philip Mowbray. Mowbray foreslog en byttehandel: han overgav slottet, hvis det ikke var undsat inden 24. juni 1314. Bruce tog imod handlen og trak sig tilbage. Næste sommer begav den engelske hær sig mod nord ledet af Edvard 2. for at redde slottet. Den 23.–24. juni mødte kong Robert englænderne i slaget ved Bannockburn tæt ved slottet. Det resulterede i et stort engelsk nederlag. Kong Edvard forsøgte at søge tilflugt på borgen, men Mowbray var fast besluttet på at holde sit ord, og de engelske styrker måtte flygte. Mowbray overdrog slottet og skiftede side i samme forløb. Kong Robert beordrede, at slottet og dets forsvarsværker skulle ødelægges, så det ikke igen kunne bruges af englænderne.
Krigen var ikke ovre. Under den anden skotske uafhængighedskrig kom Stirling Castle igen under engelsk kontrol i 1336, da sir Thomas Rokeby blev kommandør. Der blev udført et stort genopbygningsarbejde, mere i tømmer end sten. Andrew Murray forsøgte at belejre det i 1337, hvor krudtvåben blev brugt for første gang i Skotland. Robert Stewart (den kommende kong Robert 2.) generobrede Stirling under belejringen 1341–1342. Maurice Murray blev udnævnt til borgherre, og med Andrew of Wyntouns ord "inforsyt it grettumly, for riche he was and full mychty" ("forstærkede borgen meget, for han var rig og magtfuld"). I 1360 blev Robert de Forsyth guvernør af Stirling Castle. Han videregav titlen til sin søn John og barnebarn William, der var guvernør i 1399.

### Tidlige Stewarts
De tidlige Stewart-konger Robert 2. (regerede 1371–1390) og Robert 3. (regerede 1390–1406) opførte de tidligste bevarede dele af borgen. Robert Stewart, Jarl af Menteith, regent af Skotland som bror til Robert 3., udførte arbejde på både nord- og sydporten. Den nuværende nordport blev bygget på fundamenter fra 1380'erne og er det tidligst bevarede stenhuggerarbejde på borgen. I 1424 gik Stirling Castle som en del af enkesædet for Jakob 1.s kone Joan Beaufort. Det lagde grund til traditionen, som de senere monarker fortsatte. Efter mordet på Jakob i 1437 søgte Joan tilflugt her sammen med sin søn, den unge Jakob 2.. 15 år senere (1452) var det på Stirling Castle, at Jakob dolkede og dræbte William, 8. jarl af Douglas, da denne nægtede at indgå en potentiel forræderisk aftale med John af Islay, jarl af Ross og Alexander Lindsay, 4. jarl af Crawford. Jakob 3. (regerede 1460–1488) blev født her og forbedrede parken og det kongelige kapel. I 1475 er der vidnesbyrd om, at der blev fremstillet artilleri på slottet. Jakobs kone, Margrete af Danmark (1456-1486), døde på Stirling Castle i 1486, og to år senere døde Jakob under slaget ved Sauchieburn, der blev udkæmpet på næsten samme slagmark som slaget ved Bannockburn, men på sydsiden af slottet.

### Renæssanceslot
Stort set alle nuværende bygninger på slottet blev opført mellem 1490 og 1600, da Stirling blev kongeligt centrum i Skotland under Stewart-kongerne Jakob 4., Jakob 5. og Jakob 6.. Arkitekturen i disse nye bygninger viser en blanding af engelsk, fransk og tysk indflydelse og viste de internationale ambitioner, som Stewartdynastiet havde.
Jakob 6. (regerede 1488–1513) holdt et fuldt renæssancehof (med alkymister) og forsøgte at skabe et europæisk palads i Stirling. Han beordrede ombygnings- og renoveringsarbejde på de kongelige slotte i Edinburgh, Falkland og Linlithgow, men det største arbejde blev lagt på Stirling Castle med King's Old Building, Great Hall og befæstningen. Han renoverede også kapellet (den ene af kirkerne på borgen), og i 1501 fik han anerkendelse fra paven for at have etableret college of priests. Befæstningen, hvoraf kun en ganske lille del er bevaret, blev inspireret af fransk militærarkitektur, selvom de militære detaljer i højere grad blev tilføjet for udseendet end for at styrke forsvaret. Såfremt en satirisk beretning i to digte af digteren William Dunbar står til troende, forsøgtes menneskedrevet flyvning fra borgens mure omkring 1509, udført af den italiensk alkymist og abbed fra Tongland, John Damian. Jakob havde også en alkymist kaldet Caldwell på slottet, der stod for vedligeholdelse af "quinta essencia", det mytiske femte element.
Det bygningsarbejde, der blev påbegyndt af Jakob 4., stod ikke færdigt ved hans død i slaget ved Flodden. Hans efterfølger Jakob 5. (regerede 1513–1542) blev kronet i det kongelige kapel og voksede op på slottet med Lord Erskine som værge. I 1515 bragte regent Albany 7.000 mænd til Stirling for at fravriste kontrollen over den unge konge fra hans moder Margaret Tudor. Jakob 5. siges at have forladt slottet under navnet "Gudeman of Ballengeich" på vejen fra østsiden af slottet. Ballengeich betyder "stormomsust pas" på gælisk. Han fortsatte og udvidede sin faders byggeprogram og skabte Royal Palace midt i slottet. Det blev opført under sir Jakob Hamilton of Finnarts ledelse af stenhuggere fra Frankrig. Jakob 5. døde også ung og efterlod arbejdet til sin enke, Mary af Guise. Hans datter, Maria, blev opfostret på Stirling Castle af sikkerhedsårsager. Hun blev kronet i det kongelige kapel 9. september 1543. Hun blev boede på slottet, til hun blev sendt til Inchmahome Priory og herefter til Frankrig i 1548. I 1550'erne i Mary af Guises regeringstid blev der ført engelsk-franske kampe i Skotland. Forsvarsværker med artilleri blev opført på sydsiden af slottet og dannede basis for de nuværende ydre forsvarsværker.
Dronning Maria vendte tilbage til Skotland i 1561 og besøgte ofte Stirling Castle. Hun passede her Henry Stuart, Lord Darnley, mens han i 1565 lå syg på slottet, og kort efter blev de gift. Deres søn, Jakob 6., blev døbt året efter. Fejringen foregik med fyrværkeri, et angreb på en borgkulisse og et maskespil af Bastian Pagez. Darnley blev hurtigt træt af dronningen og deltog ikke i festlighederne til trods for, at han boede på slottet. Jakobs værge, jarlen af Mar, blev guvernør for slottet i 1566. Maria var på vej fra Stirling, da hun blev bortført af jarlen af Bothwell. Det igangsatte en række begivenheder, der førte til, at hun blev tvunget til at abdicere, og hun flygtede til England.
Den unge kong Jakob blev kronet i den nærliggende Church of the Holy Rude, og han voksede op på slottet med humanisten George Buchanan som lærer. Kongen blev ofte brugt som en brik i spillet om magten mellem hans regenter og dem, som støttede Maria, og han blev nidkært bevogtet. Stirling blev en base for Jakobs støtter, mens de adelige, der ønskede at se dronning Maria ved magten igen, samlede sig i Edinburgh under William Kirkcaldy of Grange. Grange ledte et angreb mod Stirling i 1571 i et forsøg på at fange dronningens fjender, men fik hverken kontrol over slottet eller kongen.
Borgherren på slottet, Alexander Erskine of Gogar, blev smidt ud af regent Mortons støtter i april 1578, efter at hans søn blev dødeligt såret under kampen ved porten. Rebellerne Mar og Angus erobrede slottet i 1584, men overgav sig og flygtede til England, da kongen ankom med sin hær. De vendte tilbage året efter og tvang kongen til at overgive sig, selv om de sværgede ham troskab.
Jakobs første søn, Henrik, blev født på slottet i 1594, og det nuværende Chapel Royal blev opført til hans dåb 30. august samme år. Det blev sandsynligvis bygget af William Schaw og er en firkantet bygning i indre borggård. Ligesom sine forgængere tilbragte Henrik sin barndom her under 2. jarl af Mar til personalunionen Union of the Crowns blev udråbt i 1603, hvor hans far blev konge i England, og kongefamilien forlod Stirling for at flytte til London.

### Militærfæstning
Efter deres afrejse blev Stirlings rolle som kongeligt residensslot mindre, og det blev i højere grad et militært centrum. Det blev fængsel for rangspersoner i 1600-tallet, og monarken besøgte det nogle få gange. Jakob 6. og 1. vendt tilbage til Skotland i 1617 og boede på Stirling Castle i juli. Fra 1625 blev der udført omfattende forbedringer som forberedelse til et besøg af den nye konge, Karl 1.. Der blev bl.a. forbedringer i haven, og Chapel Royal blev malet. Karl kom dog først til Skotland 1633, og han boede kun på slottet i to dage.
Slottet var ikke en del af borger- og religiøs krige i 1630'erne og 1640'erne. Efter Karl 1.'s henrettelse kronede skotterne hans søn Karl 2., og han blev den sidste regerende monark, der boede på slottet i 1650. Kongen blev besejret ved Dunbar af Oliver Cromwells folk, og kongen marcherede sydpå og blev endeligt besejret ved Worcester. General Monck belejrede slottet den 6. august 1651 og opførte kanonplatforme på kirkegården overfor. Efter garnisonens mytteri, indvilligede oberst William Conyngham i at overgive sig den 14. august. De skader, det fik under belejringen, kan stadig ses på kirken og Storsalen.
Efter genindsættelsen The Restoration af Karl 2. blev jarlen af Mar genindsat som guvernør, og slottet blev ofte brugt som fængsel fx for flere Covenanter. Jakob, hertug af Albany, den senere kong Jakob 7. af Skotland og 2. af England, besøgte slottet i 1681. Nu blev slottets militære rolle vigtigere; et krudtmagasin blev bygget i slottets have, og en formel garnison blev indsat fra 1685. Ved kroningen af kong George 1. i 1714 fik John Erskine, 6. jarl af Mar frataget både guvernørskabet og posten i det skotske sekretariat. Som svar hejste han Jakob Stuarts gamle flag, "Old Pretender", under det første Jacobitoprør. Regereringstropper overtog kort efter kontrollen med fæstningen under hertugen af Argyll og fortsatte til Sheriffmuir for at blokere Mars vej. Slaget ved Sheriffmuir var uden et klar sejrherre, men kort efter var oprøret ovre. Under det andet Jacobitoprør i 1745 ledte Charles Edvard Stuart sin hær af Highlanders forbi Stirling på vej mod Edinburgh. Efter Jacobitternes retræte fra England, vendte de tilbage til Stirling i januar 1746. Byen overgav sig snart efter, men guvernøren på sletten nægtede at kapitulere. Der blev opstillet artilleri på Gowan Hill, men det blev kort efter ødelagt af kanonernes på slottet. På trods af sejren ved Falkirk trak Jakobitterne sig nordpå den 1. februar.
Fra 1800 til 1964 var Stirling Castles ejer War Office, og det blev drevet som kaserne og depot for Argyll and Sutherland Highlanders. Der blev foretaget mange ændringer i Storsalen, der blev en beboelsesblok; det kongelige kapel, der blev brugt som teater og spisesal; King's Old Building, der blev skadestue; og Royal Palace, som blev officersmesse. Flere nye bygninger blev også opført fx et fængsel og et krudtkammer ved Nether Bailey i 1810. Dronning Victoria besøgte slottet i 1842, og Prince of Wales kom forbi i 1859.

### 1900-tallet
Arbejdet med at restaurere bygningerne til deres oprindelige stand fortsætter. Storsalen er blevet renoveret.
Royal Lodgings er nu ført tilbage til tidligere tiders udseende. Et stort forskningssprogram og præsentation varede over 10 år, kostede omkring £12 millioner og blev færdigt i 2011. Siden januar 2002 har Tapestry Studio ved West Dean College arbejdet på at genskabe The Hunt of the Unicorn-gobelinerne, hvoraf fire allerede hænger i det restaurerede Queen's Presence Chamber i Royal Palace. Historikere, der studerer Jakob 4.'s regeringstid, antager at et lignende sæt gobeliner var en del af den kongelige gobelinsamling. Væverne besøgte The Cloisters, der er en del af Metropolitan Museum of Art i New York City, for at inspicerede originalerne fra 1400-tallet, og de har forsket i middelalderlige væveteknikker, farver og materialer. Væverne arbejder både på Colleget i West Sussex og på Stirling Castle. Projekt skulle være færdigt i 2014.
Stirling Castle er fortsat hovedkvarter for Argyll and Sutherland Highlanders, selv om regimentet ikke længere har garnison her. Regimentets museum ligger også på slottet.

## Interiør

### Ydre forsvarsværker
De ydre forsvarsværker består af befæstning til artilleri, og deres nuværende udseende fik de i 1700-tallet, selv om visse dele som den østlige del af French Spur, kan dateres til Mary of Guises regeringsperiode i 1550'erne. French Spur var oprindeligt øre-formet bastion kaldet en orillon, og den indeholdt kanoner. Foran dette fremskudte forsvarsværk var en rampe af jord (en talus) og indgang foregik via en vindebro over en grav. Udgravninger i 1970'erne viste, at en stor del af de oprindelige murværk findes i forsvarsværkerne 1700-tallet.
Efter jakobitternes fejlslagne forsøg på en invasion i 1708 blev der udført forbedringer på slottets forsvarsværker. Et forslag blev fremlagt af Theodore Dury, men det blev kritiseret af kaptajn Obryan, der fremsatte sit eget, der var langt dyrere. Det endte med et kompromis, og det stod færdigt i 1714. Den primære mur blev udvidet udad og blev ombygget så den nydannede Guardhouse Square. Det gjorde, at der blev skabt to forsvarsmure med voldgrave foran, og skydestillinger kaldet kaponiere. En af disse findes fortsat og er tilgængelig fra porthuset via en smal trappe.
På bagsiden af murene blev der lavet kasematter for at styrke muren, og for at gøre plads til kanoner. French Spur blev udsat for en lettere ombygning for at give plads til flere kanoner. Bygningerne i Guardhouse Square er dateret til 1800-tallet. Uden for slottet findes en esplanade fra begyndelsen af 1800-tallet, der blev brugt som paradeområde, og som nu er parkeringsplads.

### Forværk
Portbygningen giver adgang fra de ydre forsvarsværker til selve slottet. Den blev opført af kong Jakob 4., og den stod sandsynligvis færdig i 1506. Oprindeligt var det en del af orværketog gik fra ringmuren og over hele Castle Hill. Midt herpå står selve porten, der nu kun er omkring halvdelen af den oprindelige højde. De runde tårne i hjørnerne havde koniske tage og krenellering på toppen. De blev flankeret af flere runde tårne, som der findes rester af, og andre runde tårne bag portbygningen. Den overordnerede plan er lavet af John Slezer i 1693 og viser fransk indflydelse. Der er ligeledes paralleller til bygninger på Linlithgow Palace, som Slezer ligeledes stod for.
Ligesom på Linlithgow Palace var denne del sandsynligvis mere opført som statussymbol end som egentligt forsvarsværk, da den kun har givet ringe beskyttelse mod tidens artilleri. Indgangen skete via en central passage flankeret af to separate adgange for folk til fods. Dette tredelte indgangsparti er ualmindeligt for perioden, og det er foreslået, at klassiske triumfbuer har været inspirationen. Portbygningen blev gradvist fjernet og blev konsolideret i dens nuværende form i 1810. For enden af ringmuren stod et rektangulært tårn. Vesttårnet (Prince's Tower) er sandsynligvis opkaldt efter Henry, Prins af Skotland. Det står i sin fulde højde og er bygget sammen med det senere palads. Mod øst fandtes Elphinstone Tower med et køkken og muligvis officerernes beboelse. Det blev fjernet for at gøre plads til et kanonbatteri i begyndelsen af 1700-tallet, da de ydre forsvarsværker blev ombygget.

### Ydre borggård
Inden for forværket findes en borggård, Outer Close (ydre borggård). I den sydøstlige del er georgianske militærbygninger og en tidlig 1800-talsbygning kaldet Fort Major's House. Den tidlige nordport, der giver adgang til den nedre bailey, indeholdt oprindeligt slottets køkken, der sandsynligvis havde adgang til Storsalen. Det store køkken blev opført senere mod østsiden af slottet. I 1689 blev disse rum dog fyldt ud for at etableret kanonstillinger. Udgravninger i 1920'erne gav information om de tilbageværende rums udstrækning, og hvælvingerne blev rekonstrueret i 1929. den lille bygning over nordporten siges at have været brugt til at slå mønt, og på skotsk hedder den Cunzie Hoose eller "coining house" (mønthuset). Mod vest af den ydre borggård er størstedelen af slottet opført omkring en firkantet indre borggård Royal Palace mod syd, King's Old Building mod vest, det kongelige kapel mod nord og storsalen mod øst.

### King's Old Building
Den ældste del af den indre borggård er King's Old Building, der blev færdiggjort omkring 1497, og som ligger på vestsiden. Opførslen blev påbegyndt af Jakob 4. som beboelse, og bestod oprindeligt af en L-formet bygning. De primære rum ligger i stuen, lige over kælderen, inklusive to værelser med fri udsigt mod vest. Interiøret er ændret meget. Trappetårnet har en oktagonal øvre del, der blev kopieret i et andet og noget senere trappetårn i samme bygning. I 1855 brændte nordenden af bygningen ned, og den blev genopført i Baronialstil af arkitekten og historikeren Robert William Billings. I den sydvestlige ende er en lille bygning, der forbinder King's Old Building med Royal Palace. Den lille bygning ligger skævt på resten i forhold til King's Old Building og den tilstødende Royal Palace, og den blev tidligere brugt som køkken. Det er foreslået, at det er en 1400-talsbygning fra Jakob 1.'s tid. Udgravninger i bygningen i 1998 viste, at der var begravelser her, så at den muligvis har fungeret som kirke eller kapel.

### Storsalen
På østsiden af den indre borggård ligger Storsalen eller Parliament Hall, som den også kaldes. Den blev opført af Jakob 4. efter King's Old Building stod færdig i 1497, og den blev pudset i 1503. Den er beskrevet som "den mest storslåede sekulære bygning rejst i Skotland i senmiddelalderen", og den repræsentere det første eksempel på kongelig arkitektur med renæssance-islæt i landet. arbejdet blev udført af engelske håndværkere og bruger engelske designideer, og den kan sammenlignes med Edvard 4.'s hal i Eltham Palace, der blev bygget i 1470'erne. Den er dekoreret med flere renæssancedetaljer bl.a. omkring vinduerne. I hallen er der fem ildsteder og store sidevinduer, der giver lys ned på kongens plads for enden af salen. Den måler 42x14,25 m, hvilket gør det til den største af den slags sale i Skotland.
Det oprindelige hammerbjælketag blev fjernet i 1800 sammen med dekorative kamtakkede brystværn, salen blev delt op i mindre rum og brugt som kaserne. To etager og fem vægge blev indsat, og vinduerne blev tilsvarende ændret. Allerede i 1893 begyndte nogle at tale om at restaurere storsalen, men det var først, da hæren forlod stedet i 1965, at det kunne lade sig gøre. Det blev bestemt, at man skulle udføre en historisk korrekt restaurering, og arbejdet begyndte. Det stod først færdigt i 1999. Hammerbjælke-taget og brystværnet blev erstattet, vinduerne blev genindsat, og ydervæggene blev kalket.

### Royal Palace
Til venstre for porthuset ligger Royal palace, der danner den sydlige side af den indre borggård. Det var det første renæssancepalads på de Britiske Øer, og blev opført af kong Jakob 5. Med sin kombination af renæssancearkitektur og overdådige sengotiske detaljer er det en af de mest imponerende bygninger i Skotland. Opførelslen blev påbegyndt i 1530'erne og stod for en stor dels vedkommende klar ved Jakobs død i december 1542. Sir Jakob Hamilton of Finnart var bygherre til hans blev henrettet i 1540. Han finansierede også dele af arbejdet mod at få landområder og tjenester fra kongen. Yderligere arbejde blev udført under Mary of Guises regeringstid, og det øvre gulv blev lagt på ny for at skabe en lejlighed til slottets guvernør i 1700-tallet.
Arkitekturen er fransk-inspireret, mens dekorationerne er tysk-inspirerede,, og der er fundet kilder på, at statuerne er udarbejdet af den tyske billedskærer Hans Burgkmair. Statuerne er et geled soldater på det sydlige brystværn og en serie af figurer i fuld størrelser omkring gulvet som et protræt af Jakob 5., djævlen, Sankt Michael som repræsentationer af Venus og adskillige planetariske guder. De er opstillet på nord, øst og sydsiden af paladset, og de er fortolket som en relation til himmelhjørnerne. Arkitekturhistorikeren R. W. Billings, der levede i 1800-tallet beskrev statuerne som "frugterne af en frodig oprørende fantasi". Vestfacaden er ikke dekoreret og står ufærdig. I 1625 noterede Privy Council of Scotland at bygningen var "schote over the craig."
Royal Palace har to lejligheder; én til kongen og én til dronningen. Hver har hall, repræsentationslokale og sovekammer med mindre rum og skabe. Renæssancedekorationerne fortsætter indenfor, selv om kun mindre dele har overlevet bygningens militære brug med undtagelse af karminernes stenarbejder. Loftet i kongens repræsentationslokale blev oprindeligt dekoreret med en udskårne rondelportrætter i egetræ, der er kendt som Stirling Heads: "blandt de fineste eksempler på skotsk renæssance træskærearbejder." Udskæringerne blev taget ned da taget kollapsede i 1777, og af de ca. 56 originale hoveder findes 38 endnu. De fleste blev givet til Smith Institute i Stirling, og de er nu konserveret på slottet, mens tre findes på National Museum of Scotland i Edinburgh. Yderligere to er udstillet på Thieves Pot, der er et fængsel fra 1500-tallet, der ligger i Thistles Shopping Centre. Det antages at nogle af portrætterne er af konger, dronninger eller hoffolk, mens andre er klassiske eller bibelske figurer. Ligesom med eksteriørets udskæringer er der ligheder med tyske kilder, og særligt med et loft i Wawel i Polen. Et projekt til £12 millioner genskabte Royal Palace til dets tidligere storhed, og det genåbnede i weekenden 5. og 6. juni 2011. Det tog mere end 10 års forskning og håndværk at genskabe de seks royale lejligheder til deres udseende i 1540'erne, da slottet var barndomshjem for Mary, Queen of Scots samt den fortsatte restaurering af de syv gobeliner; hvoraf fire er blevet færdiggjort.

#### Stirling heads
- Part of the restored ceiling of the King's Presence Chamber, including..
- ...Henrik 8....
- ...Mary of Guise...
- ...en romersk kejser...
- ...og Putto.
- Et originalt Stirling Head, Jakob 5.

### Det kongelige kapel
Det kollegiale kapel blev etableret af Jakob 4. i 1501 mellem King's Old Building og storsalen, men længere mod syd end den nuværende bygning. Det var i dette kapel, at dronning Mary blev kronet i 1543. Da Jakob 6.'s første søn, Prins Henry blev født i 1594, blev det besluttet at genopbygge det til den kongelige dåb.
Den nye bygning blev opført på under ét år umiddelbart nord for den gamle bygning for at forbedre adgangen til hallen. Der var en del tvivl om kapellet, som John Colville kaldte det "Solomons store tempel," kunne blive færdiggjort i tide. Kapellet blev bygget af kongelig bygmester William Schaw, og det fik italienske buede vinduer. Interiøret blev dekoreret af maleren Valentine Jenkin inden Karl 1. besøgte det i 1633. Kapellet blev bygget om til militæret og blev spisesal. Vægmalerierne blev genopdaget i 1930'erne, og en restaurering begyndte efter anden verdenskrig.

### Nedre bailey
På den anden side af nordporten ligger den nedre bailey på den nordlige del af Castle Hill. Den er omkranset af mure, og området indeholder et vagthus fra 1800-tallet, krudtkamre samt det moderne væveri. Der var adgang til den nedre bailey fra Ballengeich mod vest, indtil adgangsvejen blev blokeret som modsvar til jakobitternes oprør.

### Haver
Der er to haveanlæg på borgområdet; den sydlige har en bowlingbane. Neden for slottets vestvæg ligger King's Knot, der er en formel have fra 1500-tallet, hvoraf kun jordarbejdet er synligt i dag. Den har hække og knudeformede parterrer. Haverne blev bygget oven på en middelalderlig ridderturneringsarena. Banen var kendt som Round Table, som imiterede den legendariske kong Arthurs hof.

## Moderne brug
Slottets esplanade eller paradeområde er brugt til friluftskoncerter af adskillige grupper, hvoraf nogle har brugt Stirling Castle og det omkringliggende område til DVD-optagelser af koncerterne. Fx R.E.M., Ocean Colour Scene, Bob Dylan, Wet Wet Wet og Runrig. Esplanaden bliver også brugt til byens Hogmanay-fejring. Regimental Museum. Hovedkvarteret for Argyll and Sutherland Highlanders ligger i King's Old Building.
Slottet er åbent for publikum hele året. Stirling Castle er populært for turister, og ifølge tal for Association of Leading Visitor Attractions besøgte næsten 460.000 stedet i 2015.
En illustration af Stirling Castle findes på bagsiden af de nuværende £20-sedler der udstedes af Clydesdale Bank med Robert the Bruce til hest i forgrunden.
På grund af slottets lighed med Colditz slot i Sachsen i Tyskland er Stirling Castle brugt til tv-serien Colditz fra 1970'erne, der er en dramaserie om de mange forsøg de allierede krigsfanger gjorde på at undslippe Colditz under anden verdenskrig, hvor det var fængsel.

## Spøgelser
Den grønne lady fra Stirling Castle siges at være en af Mary, Queen of Scots' tjenestepigers spøgelse. Mary selv siges at være den lyserøde lady.